# Султанов, Иса Клычевич
 Иса Клычевич Султанов (Клычев)  (1917—1945) — советский военнослужащий, гвардии старший сержант Рабоче-крестьянской Красной Армии, участник Великой Отечественной войны, Герой Советского Союза (1945). По национальности кумык.

## Биография
Иса Султанов родился 27 ноября 1917 году в селе Аджи-Мажагат-юрт Хасавюртовского округа Терской области в семье узденя. Настоящая фамилия Клычев. После окончания автодорожного техникума в городе Казань Султанов был призван в армию в 1939 году. В августе 1941 года окончил Харьковское военно-танковое училище.
На фронте с 1944 года. Служил в должности командира взвода 126-го танкового полка (17-й гвардейской механизированной бригады, 6-го гвардейского механизированного корпуса, 4-й танковой армии, 1-го Украинского фронта). В январском наступлении 1944 года Султанов лично уничтожил один танк Т-6, два танка Т-5 и 2 бронетранспортёра врага. Заменив командира роты, 24 января 1945 года, Султанов обеспечил наведение переправы через Одер, а 25 января форсировал реку в районе населённого пункта Кёбен (ныне Хобеня), захватив важный плацдарм для дальнейшего наступления.
28 января командиром полка был представлен к званию Героя Советского Союза, но через три дня, 1 февраля 1945 года, погиб в бою. Похоронен в селе Хобеня, Польша.
Указом Президиума Верховного Совета СССР 10 апреля 1945 года Султанов был посмертно награждён медалью «Золотая Звезда» и удостоен звания Герой Советского Союза.

## Награды
За боевые заслуги был награждён орденами Ленина и Красного Знамени.

## Память
Именем героя названа улица в городе Хасавюрт.

## Примечание
1. ↑  Клычев, форсировав реку в районе города Кебен, захватил плацдарм. Дата обращения: 25 февраля 2019. Архивировано из оригинала 25 февраля 2019 года.
2. ↑  В Хасавюртовском районе торжественно отметили 100 летие Героя Советского Союза Султанова Исы Клычевича. Дата обращения: 25 февраля 2019. Архивировано 25 февраля 2019 года.
3. ↑  Профиль на сайте «Кумыкский мир». Дата обращения: 25 февраля 2019. Архивировано из оригинала 25 февраля 2019 года.
4. ↑  Кумыкский энциклопедический словарь. — Махачкала: Издательство «Дельта Пресс», 2012. — С. 275.